# Daniel Raventós
Daniel Raventós Pañella (Barcelona, 1958) es un economista español.
Es doctor en Ciencias Económicas, profesor titular del departamento de Teoría Sociológica, Filosofía del Derecho y Metodología de las Ciencias Sociales en la Facultad de Economía y Empresa de la Universidad de Barcelona, y miembro del grupo de investigación GREECS (Grup de Recerca en Ètica economicosocial i Epistemologia de les Ciències Socials).